# 毒馬案

毒馬案是香港賽馬史上最轟動一時的舞弊事件，發生於1969年至1970年間，當時廉政公署尚未成立，案件由警方負責調查及逮捕疑犯。

## 案發經過及法庭判決
於1969年至1970年間，騎師彭利來連同商人林旺輝、馬伕秦禮權、騎馬人張勇華等五名與香港英皇御准賽馬會有關人士，先後向最少六匹賽駒餵食砒霜，以影響馬匹作賽表現，馬會獸醫在賽後檢查時發現馬匹呈腹瀉的徵狀，揭發案件。1971年2月10日皇家香港警察拘捕彭利來等五人。毒馬案於同年3月22日開審。案中五名被告被控串謀向馬匹落毒以及詐騙投注者，五名被告全部裁定罪名成立，其中主謀彭利來被判刑兩年。其後提出上訴，分別獲減刑，彭利來減刑至十八個月，但服刑三個月後，1972年10月以健康理由獲釋，1973年5月中彭利來因胃癌病逝於加拿大多倫多。

## 影響
事後馬會雷厲風行，時任主席桑達士在英禮聘彭福將軍為馬會總經理，進行一系列大刀闊斧改革措施，於1971年10月起將香港賽馬全面職業化，設立見習騎師學校培訓各方面賽馬人才，全面加強馬房保安工作，對練馬師及騎師實行制度化管理，規定騎練須領有馬會發出之牌照方可工作，亦嚴禁騎師下注及向練馬師和馬主以外人士提供馬匹資料，並規定見習騎師在受訓期內須入住宿舍及不得過奢華生活，所得獎金須由馬會保管至畢業為止，將馬圈陋習徹底清除。

## 改編電影
馬場風暴 (1978): 雷鳴監製，張浩執導，演員包括董驃（兼任編劇）、劉志榮、韓國材、莫家駒、黄占士、陳欣健、林建明、唐菁、羅浩楷、金帝、羅石青、周麗娟、盧遠及吳回等。